# Rybniště
Rybniště é uma comuna checa localizada na região de Ústí nad Labem, distrito de Děčín.